# Панджгур
Панджгур (урду پنجگور‎, англ. Panjgur) — небольшой город на юге Пакистана, в провинции Белуджистан. Административный центр одноимённого округа.

## Этимология
Преобладают два объяснения происхождения названия города.
Согласно первой топоним восходит к двум словам белуджского языка: «panch» — пять и «gor» — могила. Такое название может быть объяснено расположением в районе города могил пяти аулия (праведников).

По другой версии город получил своё современное имя путём слияния слов «panch» — пять и «kor» — поток, ручей.

## География
Город находится в южной части Белуджистана, в гористой местности, в долине реки Рахшан. Абсолютная высота — 972 метров над уровнем моря.
Панджгур расположен на расстоянии приблизительно 455 километров к юго-западу от Кветты, административного центра провинции и на расстоянии 1 133 километров к юго-западу от Исламабада, столицы страны. К юго-востоку от города расположен одноимённый аэропорт.